# Экономический кризис в Латвии (2008—2010)

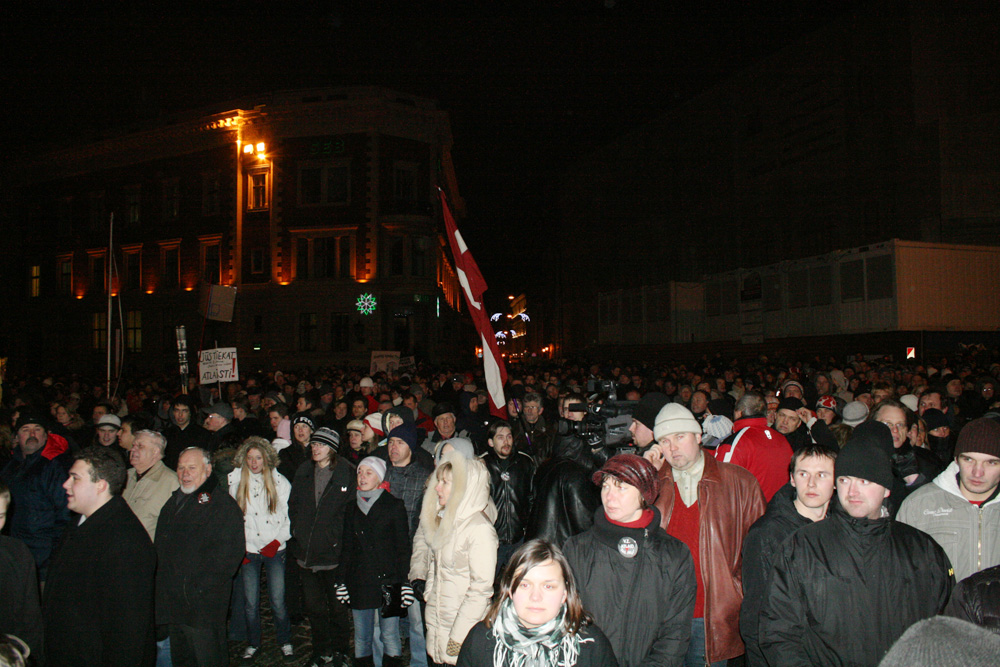
13 января 2009 года. Митинг перед массовыми беспорядками в Риге

Экономический кризис в Латвии стал составной частью мирового экономического кризиса 2008—2010 годов. При этом Латвия относится к числу стран, наиболее пострадавших от этого кризиса. По итогам 2009 года ВВП Латвии упал на 17,8 %, что являлось самым худшим показателем динамики ВВП в мире. Однако в 2010 году спад ВВП Латвии составил лишь 0,3 %, а в 2011 году прирост ВВП возобновился. В 2012 году латвийская экономика продемонстрировала самый высокий квартальный и годовой рост среди стран ЕС. На уровень 2008 года ВВП Латвии тем не менее вернулась только в середине 2017 года.

## Ухудшение экономической ситуации
С начала кризиса, когда ВВП Латвии стал снижаться, а общая экономическая ситуация — ухудшаться, над страной нависла серьёзная угроза дефолта и девальвации национальной валюты — лата.
В этом положении правительство Латвии публично категорически отрицало возможность девальвации лата, однако вероятность такого шага обсуждалась латвийскими властями, например, при встречах с кредиторами из МВФ. Президент Банка Латвии Илмар Римшевич в качестве возможной меры назвал введение талонной системы.
Падение ВВП в 2009 году в Латвии было самым драматическим в мире — на 17,8 % (в Литве на 17 %, Эстонии на 15 %).
В целях борьбы с кризисной экономической ситуацией, 12 декабря 2008 года парламент одобрил увеличение с 1 января 2009 года стандартного НДС с 18 % до 21 %, пониженного НДС — с 5 % до 10 % (детское питание, медикаменты, электричество, отопление и общественный транспорт), НДС особых сфер услуг — с 5 % до 21 % (газеты, книги, кабельное телевидение, водоснабжение, сбор отходов, услуги ритуальных бюро, гостиниц и т. п.). В случае, если эта мера оказалась бы недостаточно действенной, премьер-министр Валдис Домбровскис допускал дальнейшее увеличение НДС до 24 %.
Налогом на недвижимость было обложено жильё — поначалу по ставке в 0,1 % от кадастровой стоимости, в результате чего с населения планировалось получить 6.5 млн латов, однако согласно Программе конвергенции сборы этого налога надлежало увеличить более чем в 10 раз, до 80 млн, что и делалось в последующие годы.
В то же время, с 2009 года ставка подоходного налога с населения была временно снижена с 25 до 23 %.

## Социальные последствия кризиса
Начиная с середины 2008 года в Латвии наблюдался рост безработицы. По данным Государственного агентства занятости, в течение 2009 года уровень безработицы вырос более чем вдвое — с 7 до 16 %. Это стало одним из самых высоких показателей среди стран ЕС. При этом, из-за недостатков системы учёта, фактическая безработица была несомненно выше, чем заявленная.. По показателям первого квартала 2009 года, Латвия имела один из самых высоких показателей (28,2 %) молодёжной безработицы среди стран ЕС (в Испании этот показатель составлял 33,6 %).
Также кризис повлёк за собой сбой работы пенсионной системы. 1 июля 2009 года вступил в силу закон, предусматривающий снижение пенсий на 70 % для работающих латвийских пенсионеров и 10 % для неработающих. В результате, за один лишь июль 2009 года число работающих пенсионеров снизилось на 42,3 % — более 25 тыс. пенсионеров были вынуждены уволиться по собственному желанию. В декабре 2009 года Конституционный суд Латвии признал положения закона об урезании пенсий неконституционными.
Из-за вынужденного сокращения финансирования сферы здравоохранения зарплаты медикам были сокращены на 20 %. Государственные и муниципальные медучреждения уволили почти семьсот врачей и две тысячи восемьсот медсестёр. Финансирование больниц к лету 2009 года сократилось на 57 %, выросла доля платных медицинских услуг. 31 августа 2009 года в Бауске прошёл стихийный несанкционированный митинг, где более 400 человек выразили своё недовольство против закрытия единственной в городе больницы. Митингующие сумели перекрыть основные дороги и мосты, тем самым полностью блокировав движение транспорта на Ригу.
С началом 2009/2010 учебного года в Латвии было закрыто 54 школы, а 66 — реорганизовано. В школах Риги ушло с работы 570 человек, в Латвии в целом — около 1700. Зарплаты учителей сократили на 20-40% и спустя 10 лет они продолжают оставаться низкими, не дотягивая до среднего уровня по стране. Оптимизация школьной сети до 2019 года вызвала закрытие 240 школ (с 1000 в 2008 году до 740 в 2019-м) и числа преподавателей с 27 тысяч в 2008/2009 учебном году до 22 тысяч в 2018/2019.
Произошёл всплеск эмиграции: по данным Центрального статуправления, в 2010 году республику покинули 11 тысяч человек, в 2011-м — уже 30 тысяч, в 2012-м — 25 тысяч, в 2013-м — 23 тысячи. В общей сложности это составило около 100 тысяч человек или 10% имевшихся на начало кризиса трудовых ресурсов страны. В последующие годы эмиграция продолжилась, и с 2008-го по 2018 год страну покинули 324 тысячи латвийцев, а её население снизилось до планки в 1.9 млн человек.

## Безопасность
Количество полицейских во время кризиса уменьшилось на 50-55% из-за резкого сокращения зарплаты, доплат, льгот. Если в 2008-м младший инспектор полиции на руки получал 680 евро, то в 2009-м — 350, весной 2009-го пособие по увольнению сокращено с трёх окладов до одного. Начались массовые увольнения, из полиции ушли опытные профессионалы, в том числе всё руководство криминальной полиции.
В мае 2009 года была ликвидирована Полицейская академия, республика лишилась специализированного вуза по подготовке кадров для системы внутренних дел.

## Выход из кризиса (2010—2012)
В 2010 году спад внутреннего валового продукта (ВВП) Латвии составил 0,3 %. Изменения ВВП были обусловлены увеличением объёмов в торговле на 10,6 %, обрабатывающей промышленности — на 17,9 %, в отрасли транспорта и связи — на 1,6 %. В строительстве сохранялся спад — 9,6 %. Экспорт товаров (72,3 % общего объёма экспорта) вырос на 14,1 %, экспорт услуг — на 13 %. Объёмы импорта товаров (85,1 % общего объёма) увеличились на 17,8 %, импорта услуг — на 11 %.
В 2011 году прирост внутреннего валового продукта (ВВП) Латвии составил 5,5 %. На показатели ВВП повлиял рост в таких отраслях, как торговля — на 8,7 % (удельный вес в структуре ВВП — 16,9 %), обрабатывающая промышленность (14,1 %) — на 11,7 %, транспорт и складирование (13 %) — на 8 %, гостиницы — 23,6 %, общественное питание (1,7 %) — на 21,5 %, строительство (6,1 %) — на 12,4 %. Летом 2011 года Латвия вернула хорошие ставки по кредитам на международных финансовых рынках.
Устойчивый рост ВВП страны сохранился в 2012 и последующие годы. Газета The New York Times по этому поводу писала следующее:
…Всего за четыре года страна из зоны катастрофы с худшей экономикой в Европейском Союзе стала примером того, что Международный валютный фонд называет целебными свойствами сокращения бюджета. Латвийская экономика после спада более чем на 20 % с момента своего пика выросла примерно на 5 % в прошлом году, став самой стремительно растущей экономикой среди 27 стран-участниц ЕС. Дефицит её бюджета стремительно сократился, а экспорт вырос.
Тем не менее последствия кризиса страна преодолела только в середине 2017 года, когда её ВВП достиг уровня 2008 года. 

## Оценки
В марте 2012 года New York Times назвала Домбровскиса «отличником» в преодолении финансовых трудностей.

Американский карикатурист Марк Фиоре в посвящённом Домбровскису мультфильме насмешливо призывал:
«Экономика Латвии стала лучше, после того как сотня тысяч безработных покинула страну. Улучшайте показатели занятости! Видите, урезание работает. Успех! Прыгните со скалы, пострадайте, приподнимитесь из ямы на 5,5 %. Успех! Много удовольствия через боль Великой Истории Успеха Латвии. Вы все можете стать Латвией, это хорошо!».
Американские аналитики Майкл Хадсон и Джефри Соммерс в The Guardian указали на неадекватность латвийских мер по преодолению кризиса, поскольку правительство Домбровскиса полностью подчинило свою налоговую и финансовую политику интересам шведских банков, выдавших жителям Латвии ипотечные кредиты, и других государств ЕС вопреки интересам своего народа.
Пол Кругман в The New York Times подверг критике политику Латвии, указав, что лучшим вариантом выхода из кризиса была бы девальвация национальной валюты — лата. Признав, что после достойного Великой депрессии спада экономика уже два года показывает устойчивый рост и снижение уровня безработицы, он отметил, что внутренний валовой продукт и занятость восстановилась лишь частично. «Если таково представление приверженцев экономии об экономическом чуде, то они действительно не в своем уме», — заключил Кругман.